# لوييسفيل (نيويورك)
لوييسفيل (بالإنجليزية: Louisville, New York)‏ هي بلدة أمريكية تقع في الولايات المتحدة في مقاطعة سانت لورنس، نيويورك. يقدر عدد سكانها بـ 3,145 نسمة ومساحتها 165.4 كم2 وترتفع عن سطح البحر 81 متر.

## أعلام
- باتريك مارتن